# Himenorrafia
Himenorrafia é um procedimento cirúrgico em que é feita a sutura(costura) ou reconstrução do hímen. 

## Tipos
Existem três tipos de himenorrafia:
- Sutura das partes do hímen. Se utilizam fios absorventes, assim não é necessário remover os pontos.
- Criação de uma nova membrana sem substituição fornecimento de sangue hímen natural. Se utilizam os restos do hímen natural e se estes são insuficientes se utiliza tecido vaginal. Eles podem incluir, a pedido, uma cápsula gelatinosa com uma substância similar ao sangue, a fim de simular o sangramento que algumas mulheres têm durante o defloramento(perda da virgindade).
- Criação de uma nova membrana com fornecimento de sangue a partir do tecido vaginal. Quando a membrana se rompe e causa sangramento, o desconforto e dor durante as relações sexuais pode durar algumas semanas.

A reconstrução do hímen pode ser feito em uma hora sob anestesia local ou geral, em uma clínica particular. Antes da cirurgia, a paciente é obrigada a passar por uma avaliação pré-cirúrgica e um exame ginecológico completo.